# Championnats du monde de skyrunning 2022
Navigation
2020 2024
Les championnats du monde de skyrunning 2022 constituent la sixième édition des championnats du monde de skyrunning, compétition internationale gérée par la fédération internationale de skyrunning. Ils ont lieu du 9 septembre au 11 septembre 2022 dans le cadre du Rampigada Vertical, du Bettelmat SkyUltra et de la Veia SkyRace dans différentes localités de la province du Verbano-Cusio-Ossola au Piémont en Italie. 256 coureurs représentants 35 pays participent à cette édition.

## Résultats

### SkyMarathon
Le Suisse Roberto Delorenzi mène la course du SkyMarathon courue dans le cadre de la Veia SkyRace qu'il a déjà remporté en 2015. Il est suivi de près par le Français Frédéric Tranchand et par le Japonais Ruy Ueda. Menant la course, le Suisse chute dans la dernière descente mais parvient à garder la tête et s'impose en 2 h 51 min 13 s pour remporter la médaille d'or. Il signe le nouveau record du parcours. Frédéric Tranchand franchit la ligne d'arrivée moins d'une minute derrière lui pour se parer d'argent. Ruy Ueda complète le podium.
Récemment revenue de blessure, la Roumaine Denisa Dragomir démontre une bonne forme en suivant la Suédoise Lina El Kott. Menant la première partie de course, cette dernière lève le pied, victime de problèmes gastriques. Denisa Dragomir récupère la tête et s'envole vers la victoire, remportant son premier titre mondial. La championne d'Europe de SkyRace 2021 Patricia Pineda effectue une solide course pour s'offrir la médaille d'argent. L'Italienne Martina Cumerlato complète le podium.
| Rang               | Athlète            | Temps           |
| ------------------ | ------------------ | --------------- |
| Médaille d'or      | Roberto Delorenzi  | 2 h 51 min 13 s |
| Médaille d'argent  | Frédéric Tranchand | 2 h 52 min 9 s  |
| Médaille de bronze | Ruy Ueda           | 2 h 53 min 12 s |
| 4                  | Luca Del Pero      | 2 h 56 min 33 s |
| 5                  | Ryunosuke Omi      | 3 h 2 min 56 s  |
| 6                  | Joseph DeMoor      | 3 h 3 min 25 s  |
| 7                  | Alexis Sévennec    | 3 h 4 min 23 s  |
| 8                  | Hector Haines      | 3 h 5 min 45 s  |
| 9                  | Lorenzo Beltrami   | 3 h 6 min 45 s  |
| 10                 | Roberto Giacomotti | 3 h 7 min 8 s   |

| Rang               | Athlète                 | Temps           |
| ------------------ | ----------------------- | --------------- |
| Médaille d'or      | Denisa Dragomir         | 3 h 29 min 51 s |
| Médaille d'argent  | Patricia Pineda Cornejo | 3 h 33 min 47 s |
| Médaille de bronze | Martina Cumerlato       | 3 h 35 min 58 s |
| 4                  | Barbora Macurová        | 3 h 36 min 49 s |
| 5                  | Takako Takamura         | 3 h 39 min 17 s |
| 6                  | Sanna El Kott Helander  | 3 h 42 min 44 s |
| 7                  | Sylvia Nordskar         | 3 h 43 min 42 s |
| 8                  | Amélie Bertschy         | 3 h 45 min 29 s |
| 9                  | Chiara Giovando         | 3 h 46 min 52 s |
| 10                 | Lina El Kott Helander   | 3 h 49 min 59 s |

### Ultra SkyMarathon
Évoluant à domicile, l'Italien Cristian Minoggio s'empare des commandes de l'Ultra SkyMarathon et s'envole en tête pour remporter le titre avec une demi-heure d'avance sur ses rivaux au terme d'une course en solitaire. L'Australien Blake Turner crée la surprise. Après un départ prudent, il accélère en deuxième partie de course et parvient à doubler ses adversaires pour s'offrir la médaille d'argent, notamment grâce à l'abandon de l'Allemand Johannes Klein alors solidement installé en deuxième place. L'Espagnol Alejandro Mayor Guzmán effectue une solide course pour terminer sur la troisième marche du podium.
La course féminine de l'Ultra SkyMarathon voit un trio de tête composé de l'Italienne Giuditta Turini et des Espagnoles Gemma Arenas et Sandra Sevillano mener les débats. Giuditta Turini parvient à se détacher en tête pour remporter la victoire avec un quart d'heure d'avance sur ses rivales. Gemma Arenas remporte sa troisième médaille d'argent d'affilée en terminant avec moins d'une minute d'avance sur sa compatriote.
| Rang               | Athlète                | Temps           |
| ------------------ | ---------------------- | --------------- |
| Médaille d'or      | Cristian Minoggio      | 5 h 28 min 25 s |
| Médaille d'argent  | Blake Turner           | 6 h 4 min 46 s  |
| Médaille de bronze | Alejandro Mayor Guzmán | 6 h 5 min 23 s  |
| 4                  | Tomáš Maceček          | 6 h 7 min 22 s  |
| 5                  | Luca Arrigoni          | 6 h 9 min 9 s   |
| 6                  | Jesús Gil García       | 6 h 15 min 6 s  |
| 7                  | Anders Kjærevik        | 6 h 16 min 43 s |
| 8                  | Tomáš Fárník           | 6 h 19 min 2 s  |
| 9                  | Huub van Noorden       | 6 h 21 min 25 s |
| 10                 | Diego Arroyo Mazorra   | 6 h 29 min 7 s  |

| Rang               | Athlète                 | Temps           |
| ------------------ | ----------------------- | --------------- |
| Médaille d'or      | Giuditta Turini         | 6 h 49 min 35 s |
| Médaille d'argent  | Gemma Arenas Alcázar    | 7 h 4 min 56 s  |
| Médaille de bronze | Sandra Sevillano Guerra | 7 h 5 min 25 s  |
| 4                  | Giulia Saggin           | 7 h 10 min 32 s |
| 5                  | Lada Štalzerová         | 7 h 28 min 33 s |
| 6                  | Laura Van Vooren        | 7 h 32 min 13 s |
| 7                  | Yasmina Castro Chacón   | 7 h 43 min 2 s  |
| 8                  | Romana Rudolf Lojková   | 7 h 49 min 24 s |
| 9                  | Esther Fellhofer        | 7 h 51 min 5 s  |
| 10                 | Cecilia Pedroni         | 7 h 52 min 21 s |

### Kilomètre vertical
L'épreuve du kilomètre vertical voit l'Américain Joseph DeMoor, inconnu sur le circuit du skyrunning, tenir tête aux favoris. Il parvient à s'imposer en 37 min 7 s, remportant son premier succès international. Il devance de cinq secondes l'Italien Marcello Ugazio. Un autre Italien, Alex Oberbacher, complète le podium avec douze secondes de retard sur son compatriote.
Annoncée comme l'une des grandes favorites sur le kilomètre vertical, la Française Christel Dewalle s'empare des commandes de la course, suivie de près par la Suissesse Maude Mathys. Cette dernière parvient à la rattraper à 100 mètres de l'arrivée et lui propose de franchir la ligne d'arrivée ensemble. Les deux femmes terminent côte à côte mais Maude Mathys se voit créditée d'un temps inférieur de 35 centièmes de secondes et est officiellement déclarée championne devant la Française. La Suissesse Alessandra Schmid complète le podium avec un peu plus de trois minutes de retard sur le duo de tête.
| Rang               | Athlète                     | Temps       |
| ------------------ | --------------------------- | ----------- |
| Médaille d'or      | Joseph DeMoor               | 37 min 7 s  |
| Médaille d'argent  | Marcello Ugazio             | 37 min 12 s |
| Médaille de bronze | Alex Oberbacher             | 37 min 24 s |
| 4                  | Armin Larch                 | 37 min 40 s |
| 5                  | Vincent Loustau             | 37 min 57 s |
| 6                  | Stian Angermund             | 38 min 27 s |
| 7                  | Ruy Ueda                    | 39 min 11 s |
| 8                  | Roberto Delorenzi           | 39 min 29 s |
| 9                  | José Antonio Bellido Puebla | 39 min 36 s |
| 10                 | Ryunosuke Omi               | 39 min 44 s |

| Rang               | Athlète                  | Temps       |
| ------------------ | ------------------------ | ----------- |
| Médaille d'or      | Maude Mathys             | 40 min 50 s |
| Médaille d'argent  | Christel Dewalle         | 40 min 50 s |
| Médaille de bronze | Alessandra Schmid        | 44 min 1 s  |
| 4                  | Onditz Iturbe Arginzoniz | 44 min 14 s |
| 5                  | Paola Stampanoni         | 45 min 0 s  |
| 6                  | Lina El Kott Helander    | 45 min 18 s |
| 7                  | Barbora Macurová         | 45 min 53 s |
| 8                  | Silvia Lara Diéguez      | 47 min 11 s |
| 9                  | Chiara Giovando          | 47 min 26 s |
| 10                 | Mojca Koligar            | 47 min 47 s |

### Combiné
| Rang               | Athlète           |
| ------------------ | ----------------- |
| Médaille d'or      | Roberto Delorenzi |
| Médaille d'argent  | Ruy Ueda          |
| Médaille de bronze | Joseph DeMoor     |

| Rang               | Athlète          |
| ------------------ | ---------------- |
| Médaille d'or      | Barbora Macurová |
| Médaille d'argent  | Lina El Kott     |
| Médaille de bronze | Chiara Giovando  |

### Nations
| Rang               | Pays    | Vertical | Sky | Ultra | Total |
| ------------------ | ------- | -------- | --- | ----- | ----- |
| Médaille d'or      | Italie  | 298      | 270 | 340   | 908   |
| Médaille d'argent  | Espagne | 246      | 244 | 310   | 800   |
| Médaille de bronze | Japon   | 222      | 266 | 200   | 688   |